# 진소연
진소연(본명 박소연, 1991년 6월 2일 ~ )은 대한민국의 배우다

## 학력
- 중앙대학교 연극학과 (졸업)

## 연기 활동

### 영화
- 2011년 산정호수의 맛
- 2012년 사이렌 - 은해 역
- 2014년 피끓는 청춘 - 화선 역

### 드라마
| 연도 | 방송       | 제목                       | 역할        |
| ---- | ---------- | -------------------------- | ----------- |
| 2017 | 웹드라마   | 오피스워치                 | 김지현 팀장 |
| 2018 | MBC every1 | 단짠 오피스                | 박유리      |
| 2019 | tvN        | 진심이 닿다                | 실무관      |
| 2020 | tvN        | 드라마 스테이지 - 블랙아웃 | 빨간 여자   |
| 2020 | 카카오TV   | 며느라기                   | 연수        |
| 2020 |            | 반오십                     | 박태은      |
| 2023 | Disney+    | 사랑이라 말해요            | 백수희      |
| 2023 | Netflix    | 셀러브리티                 | 비니맘      |
| 2023 | tvN        | 마에스트라                 | 권수진      |
| 2025 | TVING      | 춘화연애담                 | 박 씨 부인  |